# Claire Saffitz
Claire Saffitz (née le 16 septembre 1986) est une journaliste, pâtissière professionnelle et personnalité de YouTube américaine. Saffitz écrit pour le magazine gastronomique américain Bon Appétit et est une des vedettes de la chaîne YouTube de celui-ci ; en particulier, elle est la vedette de la série Gourmet Makes, dans laquelle elle crée des versions gastronomiques de grignotines populaires en se servant de l'ingénierie inverse.

## Petite enfance et formation
Saffitz naît et grandit dans une famille juive à Saint-Louis, Missouri aux États-Unis. Elle obtient un diplôme en histoire et littérature américaines à l'Université Harvard en 2009 ; elle étudie ensuite la cuisine et la pâtisserie françaises à l'École Ferrandi à Paris. Après avoir travaillé chez Spring Restaurant pour un stage de quatre mois, Saffitz déménage à Montréal, où elle obtient une maîtrise en histoire de l'Université McGill en 2013, axée sur l'histoire culinaire française au début de l'ère moderne,.

## Carrière
Saffitz rejoint Bon Appétit en 2013 et y travaille comme rédactrice culinaire principale jusqu'en août 2018. Elle y retourne en novembre 2018 en tant que développeuse de recettes et hôtesse vidéo indépendante[source secondaire souhaitée].
En juillet 2017, la série Web Gourmet Makes fait son début ; dans cette série, Saffitz tente de recréer ou d'améliorer les grignotines populaires telles que Doritos, Twinkies et Gushers. Gourmet Makes apparaît très souvent sur la page de tendances de YouTube et est devenu assez répandu sur les médias sociaux. Le travail de Saffitz a été décrit ainsi : « elle prend de la malbouffe très connue...et la transforme en merveille gastronomique ».
En février 2019, en raison du succès rencontré par Gourmet Makes et par It's Alive avec Brad Leone, Bon Appétit lance trois nouvelles séries sur une chaîne de streaming. Saffitz a joué dans deux de ces séries : Bon Appétit's Baking School, où elle démontre des techniques de base de la pâtisserie ; et Making Perfect, où jouent également ses collègues Andy Baraghani, Molly Baz, Brad Leone, Chris Morocco et Carla Lalli Music. Saffitz a également joué dans la deuxième saison de Making Perfect[source insuffisante].
Saffitz est actuellement en train d'écrire son premier livre de cuisine, qui devrait être publié à la fin de 2020.

## Vie privée
Saffitz vit avec son mari, le chef cuisinier Harris Mayer-Selinger, dans le quartier de l'Upper West Side à New York,.